# Toledo (Ohio)
 For alternative betydninger, se Toledo. (Se også artikler, som begynder med Toledo)
Toledo er en by i Ohio, USA ved den vestlige ende af Lake Erie. Ved folketællingen i 2000 havde byen med forstæder en befolkning på 313.619. Et estimat i 2004 reducerede befolkningen til 304.973, hvilket stadig gør den til den fjerdestørste i staten. Toledo er kendt som glasbyen grundet dens lange historie med innovation indenfor glasindustrien. Der er blevet fremstillet Jeeps i Toledo siden 1941.